# 에이블 페라라
에이블 페라라(Abel Ferrara, 1951년 7월 19일 ~ )는 미국의 영화 감독이다.

## 작품 목록
- 드릴러 킬러 (1979)
- 복수의 립스틱 (1981)
- 차이나 걸 (1987)
- 캣 헌터 (1989)
- 킹 뉴욕 (1990)
- 배드 캅 (1992)
- 보디 에일리언 (1993)
- 스네이크 아이 (1993)
- 어딕션 (1995)
- 퓨너럴 (1996)
- 블랙아웃 (1997)
- 뉴 로즈 호텔 (1998)
- 크리스마스 (2001)
- 마리아 (2005)
- 고 고 테일스 (2007)
- 첼시 온 더 록스 (2008, 다큐)
- 나폴리, 나폴리, 나폴리 (2009, 다큐)
- 4:44 지구 최후의 날 (2011)
- 웰컴 투 뉴욕 (2014)
- 파솔리니 (2014)
- 토마소 (2019)
- 시베리아 (2020)
- 제로스 앤 원스 (2021)
- 파드레 피오 (2022)